# تکولوتو
تکولوتو (به لاتین: Thekkuluthu) یک منطقهٔ مسکونی در سری‌لانکا است که در استان شمالی (سری‌لانکا) واقع شده‌است.